# روز هشتم
روز هشتم (به فرانسوی: Le huitième jour) یک فیلم کمدی درام فرانسوی-بلژیکی محصول سال ۱۹۹۶ به کارگردانی ژاکو فان دورمل است. این فیلم به عنوان نماینده بلژیک برای بخش بهترین فیلم خارجی زبان در شصت و نهمین دوره جوایز اسکار برگزیده شد، ولی نامزد جایزه‌ اسکار نشد.
در این فیلم مضامینی چون نکوهش روزمرگی، ارزش لحظات زندگی و … مثل سایر آثار ژاکو فان دورمل به چشم می‌خورد.
این فیلم در ۱۹۹۶ نامزد نخل طلای جشنواره کن شد. در همان سال دو بازیگر فیلم به صورت مشترک جایزه بهترین بازیگر نقش اول مرد را به دست آوردند. این اولین بار در تاریخ جشنواره کن بود که جایزه بهترین بازیگر به‌طور مشترک به دو نفر می‌رسید.

## خلاصه داستان
ماجرای این فیلم همراهی دو مرد است: یکی هری (دانیل اوتوی) فردی که طلاق گرفته و دلتنگ کودکانش است و ژُرژ (پاسکال دوکن) که دچار سندرم دان است و از آسایشگاه روانی که در آنجا بستری است فرار کرده. این دو تصادفاً به یکدیگر برخورد می‌کنند و…

## پخش در ایران
این فیلم با کمی تأخیر از اکران جهانی، در سینما فرهنگ تهران به اکران درآمد و تا کنون چند بار از تلویزیون پخش شده است.

## گیشه
این فیلم در فرانسه ۲۴٫۳ میلیون دلار و در سراسر جهان ۳۷٫۱ میلیون دلار فروخت.